# Taras Sen'kiv
Taras Sen'kiv (in ucraino Тарас Сеньків?; Bilobožycja, 3 luglio 1960) è un vescovo cattolico ucraino della Chiesa greco-cattolica ucraina, dal 2 aprile 2014 eparca di Stryj.

## Biografia
Taras Sen'kiv è nato a Bilobožycja il 3 luglio 1960.

### Formazione e ministero sacerdotale
All'età di diciassette anni, nel 1977, ha iniziato gli studi nel seminario greco-cattolico clandestino mentre lavorava in diversi ambiti.
Il 28 maggio 1982 è stato ordinato presbitero dal vescovo ausiliare di Ivano-Frankivs'k Pavlo Vasylyk. Dal 1982 al 1989 ha prestato servizio come prete clandestino nell'eparchia di Ivano-Frankivs'k. È stato un membro attivo del comitato per la legalizzazione della Chiesa greco-cattolica ucraina. Dal 1989 al 1992 è stato parroco della parrocchia di Čortkiv e capo del locale decanato. Dal 1990 al 1991 è stato anche parroco di Zakiščyky e di Černivci. È stato poi inviato a studiare nella Facoltà di teologia "Santi Cirillo e Metodio" dell'Università Palacky di Olomouc. Nel 1998 ha conseguito la laurea in teologia e nel 2000 la licenza in teologia pastorale. Tornato in patria è stato direttore spirituale del seminario maggiore di Ivano-Frankivs'k dal settembre al dicembre del 2000, sincello per la pastorale e la formazione dei sacerdoti dal gennaio del 2001 al febbraio del 2002 e docente di teologia pastorale presso l'Accademia teologica di Ivano-Frankivs'k. Il 1º ottobre 2006 è entrato nell'Ordine dei Minimi.

### Ministero episcopale
Il 22 maggio 2008 papa Benedetto XVI ha dato il suo assenso all'elezione canonicamente fatta dal Sinodo dei vescovi della Chiesa greco-cattolica ucraina a vescovo ausiliare di Stryj e gli ha assegnato la sede titolare di Siccenna. Ha ricevuto l'ordinazione episcopale il 20 luglio successivo nella cattedrale della Dormizione di Maria a Stryj dal cardinale Ljubomyr Huzar, arcivescovo maggiore di Kiev-Halyč, co-consacranti l'eparca di Stryj Julijan Gbur, quello di Kolomyja Mykola Simkajlo e quello di Ivano-Frankivs'k Volodymyr Vijtyšyn.
Il 20 gennaio 2010 lo stesso papa Benedetto XVI ha dato il suo assenso alla dichiarazione di impedimento della sede eparchiale di Stryj, canonicamente fatta dal Sinodo dei vescovi della Chiesa greco-cattolica ucraina, a causa delle condizioni di salute di monsignor Julijan Gbur e ha nominato monsignor Sen'kiv amministratore apostolico sede impedita. Il 24 marzo 2011, giorno della morte dell'eparca Julijan Gbur, è divenuto amministratore apostolico sede vacante della stessa sede.
Il 2 aprile 2014 papa Francesco ha dato il suo assenso all'elezione canonicamente fatta dal Sinodo dei vescovi della Chiesa greco-cattolica ucraina a eparca di Stryj. Ha preso possesso dell'eparchia il 24 maggio successivo.
Nel febbraio del 2015 ha compiuto la visita ad limina.
In seno al Sinodo dei vescovi della Chiesa greco-cattolica ucraina è presidente della commissione per l'evangelizzazione.
Oltre all'ucraino, parla il russo, il ceco e l'italiano.

## Genealogia episcopale
La genealogia episcopale è:
- Patriarca Geremia II Tranos
- Arcivescovo Michal Rahoza
- Arcivescovo Hipacy Pociej
- Arcivescovo Iosif Rucki
- Arcivescovo Antin Selava
- Arcivescovo Havryil Kolenda
- Arcivescovo Kyprian Žochovs'kyj
- Arcivescovo Lev Zaleski
- Arcivescovo Jurij Vynnyc'kyj
- Arcivescovo Luka Lev Kiszka
- Vescovo György Bizánczy
- Vescovo Inocențiu Micu-Klein, O.S.B.M.
- Vescovo Mihály Emánuel Olsavszky, O.S.B.M.
- Vescovo Vasilije Božičković, O.S.B.M.
- Vescovo Grigore Maior, O.S.B.M.
- Vescovo Ioan Bob
- Vescovo Samuel Vulcan
- Vescovo Ioan Lemeni
- Arcivescovo Spyrydon Lytvynovyč
- Arcivescovo Josyf Sembratowicz
- Cardinale Sylwester Sembratowicz
- Arcivescovo Julian Kuiłovskyi
- Arcivescovo Andrej Szeptycki, O.S.B.M.
- Cardinale Josyp Ivanovyč Slipyj
- Cardinale Ljubomyr Huzar, M.S.U.
- Vescovo Taras Sen'kiv, O.M.

## Araldica
| Stemma | Titolare                      | Descrizione |
|        | Taras Sen'kiv Eparca di Stryj | D'azzurro, alla croce d'oro, caricato sul tutto del fuoco al naturale, uscente da due palme di mano al naturale. Ornamenti esteriori da eparca. Motto: in ucraino Все може той, хто любить Бога?, Vse može toj, chto ljubyt' Boha, A chi ama Dio tutto è possibile. |